# Moderados (Dinamarca)
Los Moderados (en danés: Moderaterne) es un partido político liberal danés fundado por el ex primer ministro Lars Løkke Rasmussen. Anunció el nombre en un discurso constitucional el 5 de junio de 2021. Al mismo tiempo, dijo que su escenario principal era que el partido se formarara después de las elecciones locales de 2021.
Según Løkke Rasmussen, el partido debe ser un partido centrista que tenga la ambición de crear "progreso y cambio en una encrucijada entre un bloque azul que está atormentado por la política de valores y un bloque rojo que está atrapado en una visión pasada del individuo y el Estado".
El partido comenzó a recopilar declaraciones de votación en junio de 2021. El 15 de septiembre de 2021, Lars Løkke Rasmussen anunció que había recibido las 20.182 firmas necesarias para poder presentarse a las siguientes elecciones generales danesas.

## Resultados electorales
| Elección | Votos        | Votos | Escaños | Escaños | Resultado    |
| Elección | N°           | %     | N°      | +/-     | Resultado    |
| -------- | ------------ | ----- | ------- | ------- | ------------ |
| 2022     | 327.659 (#3) | 9,27  | 16/179  |         | En coalición |